# سعد دحان
سعد دحان (انگلیسی: Saad Dahane؛ زادهٔ ۱۸ فوریهٔ ۱۹۵۶) بازیکن فوتبال اهل مراکش بود.
از باشگاه‌هایی که در آن بازی کرده‌است می‌توان به باشگاه فوتبال ارتش سلطنتی مراکش اشاره کرد.
وی همچنین در تیم ملی فوتبال مراکش بازی کرده‌است.